# Dawn of the Dead (film fra 2004)
Dawn of the Dead er en amerikansk gyserfilm fra 2004, instrueret af Zack Snyder. Filmen er en genindspilning af George A. Romeros film af samme navn. Meget af filmens handling ligger tæt op af originalen, men der er nogen store forskelle, som for eksempel at virusen starter i denne film, mens i Romeros film havde virusen været der i mange år allerede. Filmen er produceret af Strike Entertainment i samarbejde med New Amsterdam Entertainment, udgivet af Universal Pictures og i hovedrollerne ses Ving Rhames, Sarah Polley and Jake Weber med cameoer fra den originale rolleliste med Ken Foree, Scott Reiniger og Tom Savini.

## Handling
Ana en sygeplejerske er færdig med sit arbejde på Milwaukee hospital og tager hjem til sin kæreste. Hende og hendes mand Louis har sex og mister nyhedsreportagerne, som snakker om, hvad der sker. Efter det lægger de sig. Hun vågner, da en zombie kommer ind i huset og bider Louis. På dette tidspunkt lukker hun zombien ud af værelset, og hun prøver at hjælpe Louis, men efterhånden dør han. Pludselig vågner han op som en zombie og begynder at angribe Ana. Hun bliver jagtet ud af huset, og så ser hun, hvad der foregår i nabolaget. Det bliver angrebet af zombier. Hun går ind i sin bil og begynder at køre, mens hun ser kaos rundt omkring i nabolaget. Efter en stund bliver hun angrebet af en mand, som vil ind i bilen. Dette fører til, at bilen styrter ind i et træ. Mange timer senere vågner hun op af en politimand, der undrer sig over, om hun er en zombie. Derefter møder de Andre, Michael og hans russiske kone Luda. Efterfølgende kommer de til et indkøbscenter, hvor de tror, at alt er sikkert helt til, at en zombie angriber politimanden. Zombien bliver skudt i halsen, hvilket gør, at den ikke kan fungere. De tager elevatoren en etage op, hvorefter de møder de tre sikkerhedsvagter C.J., Bart og Terry, som tager deres våben fra dem for, at de får lov til og bo der. De overlevende går op på taget og møder Andy, som ejer en våbenbutik. Desværre kan de ikke hjælpe ham, fordi mellem ham og dem er der et hav af zombier nede på vejen.
Næste dag kommer der en lastbil med overlevende fra Fort Pastor, som påstår, at området er overtaget af zombier, og at det er farligt at tage dertil. En af de overlevende er blevet bidt, og hun dør men bliver til en zombie. Det gør, at de finder ud af, at hvis man bliver bidt af en, bliver man selv til en. De træffer derfor beslutningen om at dræbe Frank, som også er blevet bidt.
Efter en lang tid i indkøbscentret begynder de at løbe tør for mad, så de laver en plan om at forlade byen. Det fører til, at de prøver at redde Andy, men desværre bliver han bidt af en zombie. De andre overlevende stjæler en bus og kører til havnen, hvor de stjæler en båd og sejler derfra. Efter nogle dage kommer de til en ø, der er overtaget af zombier, hvor man ser, at de kæmper imod zombiene, men så begynder rulleteksterne, som gør, at det er et mysterium, om de overlever.

## Skuespillere
- Sarah Polley som Ana Clark
- Ving Rhames som Kenneth Hall
- Jake Weber som Michael
- Kevin Zegers som Terry
- Lindy Booth som Nicole
- Mekhi Phifer som Andre
- Ty Burrell som Steve Marcus
- Michael Kelly som C.J.
- Michael Barry som Bart
- Jayne Eastwood som Norma
- Boyd Banks som Tucker
- Inna Korobkina som Luda
- R.D. Reid som Glen
- Kim Poirier som Monica
- Bruce Bohne som Andy

## Specialudgave
I en specialudgave af filmen er der en ekstra film, hvor man kan se en nyhedsreportage af hvad, der sker i USA og andre lande og hvor hurtigt virusen spreder sig.

## Kritik
I Storbritannien skulle Shaun of the Dead og Dawn of the Dead blive vist i biografen samme dag, men siden navnene og handlingerne på filmene var så lige måtte Shaun of the Dead vente med at blive udgivet i biograferne en uge senere.
Filmen fik god kritik af både anmeldere og fans af den originale Romero-film, og til og med George A. Romero mente at filmen var god. Han sagde blandt andet følgende: «It was better than I expected. [...] The first 15, 20 minutes were terrific, but it sort of lost its reason for being. It was more of a video game. I'm not terrified of things running at me; it's like Space Invaders. There was nothing going on underneath.» Filmen indtjente over 102 millioner dollar verden over og er en af de få zombie-film som har klaret dette. Zack Snyder høstede stor succes med denne film.